# Hazbi Lika
Hazbi Lika (mac. Хазби Лика; ur. 19 kwietnia 1972 w Tetowie) – północnomacedoński polityk pochodzenia albańskiego.

## Życiorys
Uczestniczył w konflikcie w Tetowie jako dowódca 112. Brygady Armii Wyzwolenia Narodowego. Zaangażował się w działalność Demokratycznego Związku na rzecz Integracji jako przewodniczący struktur partyjnych w Tetowie, z ramienia tegoż ugrupowania zasiadał w Zgromadzeniu Republiki Macedonii. 27 czerwca 2003 roku objął funkcję wiceministra spraw wewnętrznych.
W wyniku wyborów samorządowych z 2005 roku objął funkcję burmistrza Tetowa, nie uzyskał reelekcji w wyborach z 2009 roku.